# ࢍ
Cette page contient des caractères spéciaux ou non latins. S’ils s’affichent mal (▯, ?, etc.), consultez la page d’aide Unicode.
Le Kāf deux points verticaux souscrits, ‹ 𐻄 › ou ‹ ࢍ ›, est une lettre additionnelle de l’alphabet arabe utilisée dans l’écriture du soundanais avec le pegon. Elle est composée d’un kāf ouvert ‹ ک › diacrité de deux points verticaux souscrits.

## Utilisation

Kāf ouvert deux points verticaux souscrits utilisé dans une traduction de Jean 3:16 en soundanais de 1895.

Le kāf ouvert deux points verticaux souscrits est utilisé en soundanais écrit avec l’alphabet arabe pegon et représente une consonne occlusive vélaire voisée [ɡ].